# Saint-Brice-sur-Vienne
Saint-Brice-sur-Vienne é uma comuna francesa na região administrativa da Nova Aquitânia, no departamento de Alto Vienne. Estende-se por uma área de 20,85 km². Em 2010 a comuna tinha 1 693 habitantes (densidade: 81,2 hab./km²).